# Isaac Ngoma
Isaac Ngoma (ur. 9 grudnia 2002 w Bangi) – środkowoafrykański piłkarz grający na pozycji napastnika. Od 2024 jest zawodnikiem klubu Bamboutos FC.

## Kariera klubowa
Swoją karierę Ngoma rozpoczął w klubie JS Boeing. W sezonie 2020/2021 zadebiutował w jego barwach w pierwszej lidze środkowoafrykańskiej. Jesienią 2021 grał w AS Tempête Mocaf, a zimą 2022 odszedł do zambijskiego Prison Leopards FC. W 2023 grał w innym zambijskim klubie, Nkwazi FC, a w 2024 został piłkarzem kameruńskiego Bamboutos FC.

## Kariera reprezentacyjna
W reprezentacji Republiki Środkowoafrykańskiej Ngoma zadebiutował 7 października 2021 roku w wygranym 1:0 meczu eliminacji do MŚ 2022 z Nigerią.